# Hellada
Hellada (Hellada, továrna na mýdla, Kadlec a synové) je zaniklá továrna na výrobu mýdla v Michli v Praze, která stála mezi ulicemi U Hellady, U Plynárny a U Botiče.

## Historie
Firmu Hellada založili v dubnu 1920 společníci František Kadlec a František Vobořil, který vlastnil výrobní patent. Její první sídlo bylo na Vinohradech. V roce 1926 se přestěhovala do nových prostor v Michli, adaptovaných ze zrušené elektrárny České elektrotechnické společnosti. Nově byla podle projektu Jaroslava Kalvacha postavena hlavní budova, kotelna, skladiště a zázemí pro zaměstnance. V roce 1923 se součástí areálu stal rodný dům Jana Kubelíka.
Před začátkem 2. světové války zde pracovalo přes 450 zaměstnanců. Roku 1948 byla továrna znárodněna a areál přešel pod n. p. Sana, který vyráběl svíčky. Po roce 1993 ji v restituci získala zpět rodina původního majitele.
V roce 2021 byl areál zbořen.

## Výrobky
Do roku 1948 firma vyráběla draslorostlinné mýdlo, mýdlo „Export“, mýdlové vločky a prací prášek „Šotek“.